# Atipamezol
Atipamezol ist ein α2-Adrenorezeptor-Antagonist und wird in der Tiermedizin angewendet, um die sedative und analgetische Wirkung von α2-Adrenorezeptor-Agonisten (Medetomidin, Detomidin, Dexmedetomidin, Xylazin) aufzuheben. Eine geringe Wirkung entfaltet der Wirkstoff auch auf α1-Adrenorezeptoren. Es wird über die Nieren ausgeschieden.
Atipamezol hat eine etwa 100 mal höhere Spezifität zu α2-Adrenorezeptoren als Yohimbin. Es kann auch als Antidot bei einer Überdosierung von Amitraz eingesetzt werden. Der Arzneistoff wird intravenös oder intramuskulär angewendet.

## Handelsnamen
Alzane, Antisedan, Atipam, Nosedorm, Revertor, Tipafar